# Christopher Finch
Pour les articles homonymes, voir Finch.
Christopher Finch est un auteur américain né en 1939 et spécialisé dans l'art et l'animation.

## Publications
- Jim Henson : The Works - The Art, the Magic, the Imagination, 1993  (ISBN 0-679-41203-4)
- The Art of Walt Disney (plusieurs éditions et traductions)
- In the Market : The Illustrated History of the Financial Markets, 2001  (ISBN 0-7892-0014-7)
- Norman Rockwell 332 Magazine Covers, 2005  (ISBN 0-7892-0854-7)